# Timothy Yu
Timothy Yu est un poète, essayiste et universitaire américain. Il enseigne à l'Université du Wisconsin à Madison.

## Biographie
Timothy Yu est né dans la banlieue de Chicago. 
Après avoir publié des essais sur les l'interculturalité entre civilisations asiatiques et occidentales il a publié des recueils de poèmes traitant eux aussi des interactions entre civilisations, écriture asiatiques et occidentales.
Il est régulièrement publié par des revues et magazines tels que  Poetry, Jacket2, Cordite Poetry Review, SHAMPOO, Mantis, Hyphen Magazine, Lantern Review, Kartika Review, New Republic, etc.
Il vit à Madison dans le Wisconsin avec son épouse et leur fille, 

### Formation universitaire
- 2005, Ph.D,  Stanford University,
- 1996, Bachelor of Arts, Harvard University,
- 1992, New Trier High School à Winnetka, Illinois,

### Carrière universitaire
- 2016 - .... : Professeur titulaire de littérature anglaise et d'études américano-asiatiques Université du Wisconsin à Madison
- 2013 - 2017 : directeur du département des études américano-asiatiques à l'Université du Wisconsin à Madison
- 2009 - 2016 : Maître Assistant à Université du Wisconsin à Madison
- 1996 - 1998 : Assistant à la Commonwealth School à Boston

## Œuvres

### Poésie
- 100 Chinese Silences, éd. Les figues Press, 2016[9],
- 15 Chinese Silences, éd.Tinfish, 2009
- Journey to the West, éd. Barrow Street, 2006

### Essais
- Nests and Strangers: On Asian American Women Poets, éd. Kelsey Street Press[10], 2015,
- Race and the Avant-Garde: Experimental and Asian American Poetry since 1965, éd. Stanford University Press, 2009[11].
- The Chinese Study Bible Popular Edition, éd. rock House Publishers Ltd, 1993,

### Articles
- « Form and Identity in Language Poetry and Asian American Poetry », Contemporary Literature, Vol. 41, No. 3,‎ automne 2000, p. 422-461 (40 pages) (lire en ligne ),
- « "The Hand of a Chinese Master": José Garcia Villa and Modernist Orientalism », MELUS, Vol. 29, No. 1,‎ printemps 2004, p. 41-59 (19 pages) (lire en ligne ),
- « Oriental Cities, Postmodern Futures: "Naked Lunch, Blade Runner", and "Neuromancer" », MELUS, Vol. 33, No. 4,‎ hiver 2008, p. 45-71 (27 pages) (lire en ligne ),
- « Asian American Poetry in the First Decade of the 2000s », Contemporary Literature, Vol. 52, No. 4,‎ hiver 2011, p. 818-851 (34 pages) (lire en ligne ),
- « Wittgenstein, Pedagogy, and Literary Criticism », New Literary History, Vol. 44, No. 3,‎ été 2013, p. 361-378 (18 pages) (lire en ligne ),

## Prix et distinctions
- 2009 : lauréat du Book Award in Literary Studies, délivré par l'Association for Asian American Studies (en)[12],